# العلاقات اللوكسمبورغية المصرية
العلاقات اللوكسمبورغية المصرية هي العلاقات الثنائية التي تجمع بين لوكسمبورغ ومصر.

## مقارنة بين البلدين
هذه مقارنة عامة ومرجعية للدولتين:
| وجه المقارنة                                              | لوكسمبورغ                                                     | مصر           |
| --------------------------------------------------------- | ------------------------------------------------------------- | ------------- |
| المساحة (كم2)                                             | 2.59 ألف                                                      | 1.01 مليون    |
| عدد السكان (نسمة)                                         | 599.45 ألف                                                    | 94.80 مليون   |
| الكثافة السكانية (ن./كم²)                                 | 231.45                                                        | 93.86         |
| العاصمة                                                   | لوكسمبورغ                                                     | القاهرة       |
| اللغة الرسمية                                             | اللغة اللوكسمبورغية، لغة فرنسية، اللغة الألمانية              | اللغة العربية |
| العملة                                                    | يورو، فرنك لوكسمبورغ                                          | جنيه مصري     |
| الناتج المحلي الإجمالي (بليون دولار)                      | 62.40 مليار                                                   | 235.37 مليار  |
| الناتج المحلي الإجمالي (تعادل القوة الشرائية) بليون دولار | 58.13 مليار                                                   | 998.67 مليار  |
| الناتج المحلي الإجمالي الاسمي للفرد دولار أمريكي          | 101.45 ألف                                                    | 3.61 ألف      |
| الناتج المحلي الإجمالي للفرد دولار أمريكي                 | 101.93 ألف                                                    |               |
| مؤشر التنمية البشرية                                      | 0.892                                                         | 0.690         |
| رمز المكالمات الدولي                                      | +352                                                          | +20           |
| رمز الإنترنت                                              | .lu                                                           | .eg، .مصر     |
| المنطقة الزمنية                                           | توقيت وسط أوروبا، ت ع م+01:00، ت ع م+02:00، أوروبا/لوكسمبورج ‏ | ت ع م+02:00   |

## منظمات دولية مشتركة
يشترك البلدان في عضوية مجموعة من المنظمات الدولية، منها:
| علم المنظمة | اسم المنظمة                               | تاريخ انضمام لوكسمبورغ | تاريخ انضمام مصر |
| ----------- | ----------------------------------------- | ---------------------- | ---------------- |
|             | البنك الإفريقي للتنمية                    | ?                      | 10 سبتمبر 1964   |
|             | البنك الدولي للإنشاء والتعمير             | 27 ديسمبر 1945         | 27 ديسمبر 1945   |
|             | المركز الدولي لتسوية المنازعات الاستشارية | 29 أغسطس 1970          | 2 يونيو 1972     |
|             | منظمة التجارة العالمية                    | ?                      | 30 يونيو 1995    |
|             | الفريق المعني برصد الأرض                  | ?                      | فبراير 2005      |
|             | الأمم المتحدة                             | 24 أكتوبر 1945         | 24 أكتوبر 1945   |
|             | منظمة الشرطة الجنائية الدولية             | ?                      | 7 سبتمبر 1923    |
|             | وكالة ضمان الاستثمار متعدد الأطراف        | 29 أغسطس 1991          | 12 أبريل 1988    |
|             | يونسكو                                    | 27 أكتوبر 1947         | 22 يناير 1947    |
|             | مؤسسة التنمية الدولية                     | 4 يونيو 1964           | 26 أكتوبر 1960   |
|             | مؤسسة التمويل الدولية                     | 4 أكتوبر 1956          | 20 يوليو 1956    |
|             | الاتحاد البريدي العالمي                   | ?                      | ?                |
|             | الاتحاد الدولي للاتصالات                  | 2 مارس 1866            | 9 ديسمبر 1876    |

## وصلات خارجية
- موقع وزارة الخارجية اللوكسمبورغية
- موقع وزارة الخارجية المصرية